# Sebastian Dehnhardt
Pour les articles homonymes, voir Dehnhardt.
Sebastian Dehnhardt (1968 en Namibie)  est un réalisateur, scénariste et producteur.

## Filmographie

### Comme réalisateur
- 1996 : Hitlers Helfer (feuilleton TV)
- 1998 : Vatikan - Die Macht der Päpste (feuilleton TV)
- 2000 : Apokalypse Vietnam (série TV)
- 2001 : Die Vertriebenen - Hitlers letzte Opfer (TV)
- 2003 : Stalingrad (co-réalisée avec Jorg Muellner) (série télévisée sur la Bataille de Stalingrad, 165 minutes en 3 parties (L'assaut, Le chaudron, La débâcle).
- 2004 : Das Wunder von Bern - Die wahre Geschichte (TV)
- 2005 : Das Drama von Dresden (TV)
- 2006 : Wir Weltmeister - Ein Fußball-Märchen (TV)
- 2011 : Klitschko (de), film documentaire sur les frères Vitali Klitschko et Wladimir Klitschko.
- 2014 :  1989 - Les trains de la liberté (co-réalisé avec Matthias Schmidt), diffusé sur Arte le 30 septembre 2014.

### Comme scénariste
- 2006 : Wir Weltmeister - Ein Fußball-Märchen (TV)
- 2004 : Das Wunder von Bern - Die wahre Geschichte (TV)
- 2005 : Das Drama von Dresden (TV)
- 2006 : Wir Weltmeister - Ein Fußball-Märchen (TV)

### Comme producteur
- 2006 : Wir Weltmeister - Ein Fußball-Märchen (TV)